# Браун, Скотт (диджей)
Скотт Александр Браун (род. 28 декабря 1972 года) — шотландский диджей и музыкальный продюсер, родившийся в Глазго, ныне проживающий в Хаддерсфилде, Западный Йоркшир. Браун продюсирует и играет в разных жанрах, хотя больше всего его ассоциируют с bouncy techno. Его музыка варьируется от хэппи-хардкор, через хард-транса и до габбера. Он является основателем Evolution Records, которая начала свою деятельность в 1994 году.

## Продюсирование музыки
Браун продюсировал музыку на собственных лейблах (Evolution Records, Evolution Plus, Evolved, Evolution Gold, Poosh, Screwdriver и Twisted Vinyl), а также под разными псевдонимами, включая Plus System, The Scotchman, Interstate, Bass-X (с братом Стюартом) и со своей группой Q-Tex, которая была образована в 1991 году.

## Релизы и появления в альбомах
Треки и микширование Брауна были представлены в нескольких релизах серии сборников Bonkers. Браун также появлялся в сборниках серии Dancemania' Speed. Его первое появление в серии было в третьем выпуске серии в 1999 году. Позже он появился в Trance Ravers.

### Другое
В ноябре 1996 года Браун выступил с Peel Session на BBC Radio 1. В 2005 году его релиз «Elysium» был ремиксован трансом трио Liverpool танцевальным Ultrabeat с вокалом Ребекки Радд. Эта версия была выпущена с подзаголовком «Elysium (I Go Crazy)», чтобы обозначить добавление вокала. Сингл достиг 35-го места в UK Singles Chart. Позже, в мае, его песня «Go Berzerk» была включена в PlayStation 2-релиз Beatmania IIDX 11 IIDXRED, который не присутствовал в аркадной версии или аудио-релизах игры.
В 2008 году Браун выпустил новую песню, альбом и DVD под названием «Livewired». В 2009 году два трека Брауна, «Commence (Sy & Unknown Mix)» и «Digital Distortion Works!» (совместная работа Брауна и Neophyte), были представлены в эпизоде Top Gear, в котором Ричард Хаммонд и Джереми Кларксон вклеивают компакт-диск в автомобильную стереосистему Джеймса Мэя, а также заклеивают ручку громкости на максимуме, из-за чего Джеймс не может убавить громкость или вынуть компакт-диск.
В марте 2016 года Браун сотрудничал с немецким диджеем Eurodance и продюсером Special D. для создания новой, обновленной версии «Elysium», также включающей вокал Ребекки Радд из версии Ultrabeat. Она была выпущена на двух цифровых EP с ремиксами от нескольких исполнителей, включая ремикс UK Hardcore самого Скотта Брауна, который содержит семплы и вдохновение из оригинальной версии Брауна 1999 года.

## Дискография
Студийные альбомы
- The Theory of Evolution (1996)
- Future Progression (1999)[4]
- Livewired (2008)